# Burak Abay
Burak Abay, né le 1er janvier 1996, est un coureur cycliste turc.

## Biographie
Bon grimpeur, Burak Abay obtient ses meilleurs résultats dans des compétitions turques. Il a également représenté son pays aux championnats d'Europe espoirs de 2016, ou encore aux Jeux méditerranéens de 2022. 
En juin 2023, il se distingue en devenant champion de Turquie sur route à Eskişehir, devant quatre coureurs de l'équipe Spor Toto. Il s'agit de la plus grande victoire de sa carrière. 

## Palmarès et résultats

### Par année
- 2022
  - 2e du championnat de Turquie du contre-la-montre
- 2023
  -  Champion de Turquie sur route
  - 2e du Grand Prix Aspendos
  - 2e de l'Alanya Cup
  - 3e de la Kırıkkale Road Race
  - 3e du Grand Prix Erciyes
- 2024
  - 2e du Grand Prix Kaisareia
  - 3e du championnat des Balkans du contre-la-montre
- 2025
  -  Champion de Turquie du contre-la-montre
  - Tour of Pedalia :
    - Classement général
    - 1re (contre-la-montre) et 2e étapes

  - 2e du championnat des Balkans sur route
  - 2e du championnat de Turquie sur route

### Classements mondiaux
| Année                                 | 2016  | 2017  | 2018 | 2019  | 2020 | 2021  | 2022 | 2023 | 2024 |
| ------------------------------------- | ----- | ----- | ---- | ----- | ---- | ----- | ---- | ---- | ---- |
| Classement mondial                    | 1552e | 1438e | nc   | 1594e | nc   | 2718e | 772e | 319e | 608e |
| UCI Europe Tour                       | 1042e | 923e  | nc   | 1058e | nc   | 1774e | 582e | nc   | nc   |
|                                       |       |       |      |       |      |       |      |      |      |
| Légende : nc = non classéSource : UCI |       |       |      |       |      |       |      |      |      |